# Quyền LGBT ở Ai Cập
Quyền đồng tính nữ, đồng tính nam, song tính và chuyển giới ở Ai Cập đối mặt với những thách thức pháp lý mà những người không phải là LGBT không gặp phải.
Theo khảo sát năm 2013 của Trung tâm nghiên cứu Pew, 95% người Ai Cập tin rằng đồng tính luyến ái không nên được xã hội chấp nhận.
Sự phản đối công khai phổ biến đối với đồng tính luyến ái, đặc biệt liên quan đến cách hệ thống pháp luật Ai Cập xử lý các vấn đề về khuynh hướng tình dục và bản sắc giới.
Luật pháp Ai Cập không hình sự hóa rõ ràng đồng tính luyến ái hoặc mặc quần áo chéo, nhưng nó có một số điều khoản hình sự hóa bất kỳ hành vi hoặc biểu hiện của bất kỳ ý tưởng nào được coi là vô đạo đức, tai tiếng hoặc xúc phạm đến những lời dạy của một nhà lãnh đạo tôn giáo được công nhận.
Theo quan điểm của công chúng, được định hình bởi truyền thống văn hóa và tôn giáo, những đạo đức công cộng và luật dựa trên trật tự công cộng này đã được sử dụng để chống lại người LGBT cũng như bất kỳ ai ủng hộ thái độ tự do hơn.

## Bảng tóm tắt
| Hoạt động tình dục đồng giới hợp pháp                                                                                       | (Hình phạt: Mặc dù không bị đặt ra ngoài vòng pháp luật, nhưng theo luật đạo đức, hình phạt có thể lên tới 17 năm tù với hoặc không có lao động nặng & phạt tiền) |
| Độ tuổi đồng ý | No |
| Luật chống phân biệt đối xử chỉ trong việc làm                                                                              | No |
| Luật chống phân biệt đối xử trong việc cung cấp hàng hóa và dịch vụ                                                         | No |
| Luật chống phân biệt đối xử trong tất cả các lĩnh vực khác (Bao gồm phân biệt đối xử gián tiếp, ngôn từ kích động thù địch) | No |
| Hôn nhân đồng giới | No |
| Công nhận các cặp đồng giới                                                                                                 | No |
| Con nuôi của các cặp vợ chồng đồng giới                                                                                     | No |
| Con nuôi chung của các cặp đồng giới                                                                                        | No |
| Người đồng tính nam và đồng tính nữ được phép phục vụ công khai trong quân đội                                              | No |
| Quyền thay đổi giới tính hợp pháp                                                                                           | No |
| Truy cập IVF cho đồng tính nữ                                                                                               | No |
| Mang thai hộ thương mại cho các cặp đồng tính nam                                                                           | (Bất hợp pháp cho tất cả các cặp vợ chồng bất kể xu hướng tình dục)                                                                                               |
| NQHN được phép hiến máu | No |